# Santa Teresa del Bambin Gesù
Santa Teresa del Bambin Gesù är en dekonsekrerad kyrkobyggnad i Rom, helgad åt den heliga Thérèse av Jesusbarnet. Kyrkan, som är belägen vid Via di San Francesco di Sales i Rione Trastevere, var tidigare klosterkyrka för oskodda karmelitnunnor.

## Historia
År 1909 flyttade oskodda karmelitnunnor in i det nybyggda klostret vid Via di San Francesco di Sales. De hade tidigare bott i klostret vid Santa Maria Regina Coeli vid Via Lungara, vilket de hade måst lämna 1873 då det exproprierades av italienska staten. Från 1873 till 1881 bodde de i det närbelägna Mantellate-klostret och mellan 1881 och 1909 hade de residerat i augustinernunnornas kloster vid Santi Quattro Coronati.
Nunnorna flyttade således in i klostret 1909, men kyrkan konsekrerades inte förrän den 17 maj 1925, samma dag som Thérèse av Jesusbarnet helgonförklarades. Sedan andra världskriget tillhör kyrkan och klostret italienska staten och används av det italienska försvarsministeriet.

## Exteriör
Den putsade fasaden har tre portaler krönta med triangulära pediment. Ovanför sidoportalerna, som är lägre än mittportalen, finns oxögon samt festonger i stuck. Ovanför ingångsportalen, på arkitraven, står dedikationsinskriften:

## Interiör
Först inträder man i en vestibul smyckad med en stuckfris med änglahuvuden och festonger. Ovanför ingången till själva kyrkorummet står ett citat av den heliga Thérèse av Jesusbarnet:
Det enskeppiga kyrkorummet har ett kassettak med målad stuck, dekorerat med bland annat titelhelgonets initialer samt rosrankor. De båda sidoaltarna i stuckmarmor har rundbågenischer med statyer: till höger Jungfru Maria med Jesusbarnet och till vänster den heliga Margareta av Antiokia. I korvalvet ses fresker föreställande scener ur den heliga Thérèses liv: Thérèses far, Louis Martin, ger sin dotter sin välsignelse; Thérèse tillber det Allraheligaste Sakramentet; Thérèses första Kommunion; Thérèse som karmelitnunna; Thérèse tar emot sin sista Kommunion; i taket Den heliga Thérèses förhärligande.
Högaltaret har marmorerade kolonner med korintiska kapitäl och kröns av ett triangulärt pediment. Arkitraven är smyckad med änglahuvuden och festonger. Högaltarmålningen framställer den heliga Thérèse som strör rosor och är utförd av Ernesto Ballarini år 1925.

## Bilder

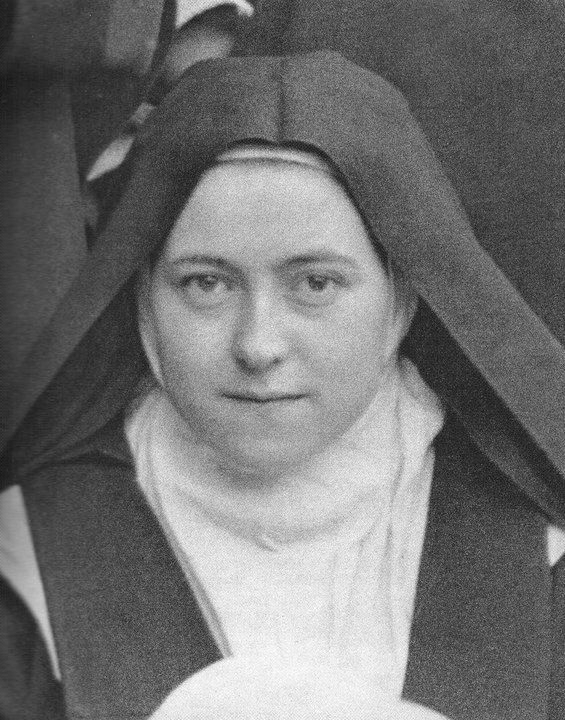
Den heliga Thérèse av Jesusbarnet.